# Пенья, Серхио
Серхио Фернандо Пенья Флорес (исп. Sergio Fernando Peña Flores; род. 28 сентября 1995, Лима) — перуанский футболист, полузащитник шведского клуба «Мальмё» и сборной Перу.

## Клубная карьера
Пенья — воспитанник клуба «Альянса Лима». 19 февраля 2012 года в матче против «Леон де Уануко» он дебютировал в перуанской Примере. В начале 2014 года Серхио перешёл в испанскую «Гранаду». Сумма трансфера составила 720 тыс. евро. Для получения игровой практики он начал выступать за дублирующую команду клуба, а в 2015 года на правах аренды на полгода вернулся в «Альянса Лиму».
В начале 2016 года Серхио был отдан в аренду в «Универсидад Сан-Мартин». 6 февраля в матче против столичного «Депортиво Мунисипаль» он дебютировал за новую команду. 18 октября в поединке против «Кахамарки» Пенья забил свой первый гол за «Универсидад Сан-Мартин».
После окончания аренды Серхио вернулся в «Гранаду». 10 сентября 2017 года в матче против «Тенерифе» он дебютировал в испанской Сегунде. 3 февраля 2018 года в поединке против «Тенерифе» Пенья забил свой первый гол за «Гранаду». Летом 2018 года игрок был арендован португальской «Тонделой». 11 августа в мачте против «Белененсеш» он дебютировал в Сангриш лиге. 26 августа в поединке против «Риу Аве» Серхио забил свой первый гол за «Тонделу».
Летом 2019 года Пенья перешёл в нидерландский «Эммен», подписав контракт на 3 года. В матче против «Виллема» он дебютировал в Эредивизи. 22 сентября в поединке против «Фейеноорда» Серхио забил свой первый гол за «Эммен». Летом 2021 года Пенья подписал контракт со шведским «Мальмё». 14 августа в матче против «Гётеборга» он дебютировал в Аллсвенскан лиге. В своём дебютном сезоне игрок помог клубу выиграть чемпионат. 1 июля 2022 года в поединке против «Сундсвалля» Серхио забил свой первый гол за «Мальмё». В 2023 году Пенья вновь стал чемпионом Швеции.

## Международная карьера
В 2015 году в составе молодёжной сборной Перу Пенья принял участие молодёжном чемпионате Южной Америки в Уругвае. На турнире он сыграл в матчах против команд Эквадора, Уругвая, Колумбии, Бразилии, Аргентины, Боливии, а также дважды Парагвая. В поединке парагвайцев Серхио забил гол.
Летом 2016 года Ренато в составе сборной принял участие в Кубке Америки в США. На турнире он сыграл в матчах против команд Гаити, Эквадора, Бразилии и Колумбии.
24 марта 2017 года в отборочном матче чемпионата мира 2018 против сборной Венесуэлы Пенья дебютировал за сборную Перу.
В 2021 года Пенья принял участие в Кубке Америки в Бразилии. На турнире он сыграл в матчах против сборных Парагвая, Венесуэлы, Эквадора, а также дважды Бразилии и Колумбии. В поединке против колумбийцев Серхио забил свой первый гол за национальную команду.

### Голы за сборную Перу
| #   | Дата           | Место                                                         | Противник                | Счёт | Результат | Соревнование                     |
| --- | -------------- | ------------------------------------------------------------- | ------------------------ | ---- | --------- | -------------------------------- |
| 01. | 20 июня 2021   | Олимпийский стадион Педру Лудовику Тейшейры, Гояния, Бразилия | Колумбия                 | 0:1  | 1:2       | Кубок Америки 2021               |
| 02. | 7 октября 2021 | Национальный стадион, Лима, Перу                              | Чили                     | 2:0  | 2:0       | Чемпионат мира 2022 квалификация |
| 03. | 11 ноября 2021 | Национальный стадион, Лима, Перу                              | Боливия                  | 3:0  | 3:0       | Чемпионат мира 2022 квалификация |
| 04. | 26 марта 2024  | Монументаль, Лима, Перу                                       | Доминиканская Республика | 1:0  | 4:1       | Товарищеский матч                |

## Достижения
Клубные
 «Мальмё»
- Победитель Алссвенскан лиги (2) — 2021, 2023